# レゴ・パーク駅
レゴ・パーク駅（英: Rego Park）とはかつて存在したロングアイランド鉄道の駅である。他の駅の大半がコンクリート造であるのに対して、この駅は木造である。この駅は1928年5月に開業し、4本の本線の線路に挟まれた2本のロッカウェイ・ビーチ支線の線路の外側に島式ホーム2面を有していた。そのためロッカウェイ・ビーチ支線の列車のみがそこに停車した。After the Rockaway Trestle fire in 1950, the line was closed station by station.その駅は1962年6月8日、ロッカウェイ・ビーチ支線が廃止される1日前に閉鎖された。現在その場所には何も残っていない。

## マタウォック駅
ホワイトポット・ジャンクション付近にかつて存在した2駅はマタウォック (Matawok) と名付けられており、本線とロッカウェイ・ビーチ支線の両方にあった。両駅はthe neighborhood surrounding the junction known at the time as "Forest Hills West"を建設した、マタウォック・ランド・カンパニー (Matawok Land Company) の名をとってつけられた。

### マタウォック駅 (ロッカウェイ・ビーチ線)
The first station to be given the name Matawok, near the junction at Rego Park was located along the Rockaway Beach Branch at Fleet Street on the northeast corner of a bridge over the street.それは1910年と1913年の間に開業したが、その駅についてのLIRRの記録はit's existence dating back to 1908 and into 1915を示している。いくつかの地図はその駅が最近のものでは1922年に存在していたことを示している。

### マタウォック駅 (本線)
その他のマタウォック駅は本線のうち、east of Whitepot Junction at 66th Avenueにあった。それは1922年9月10日に建設され、4本の線路に沿う2面のプラットホームと、本線だけでなくアルダートン・ストリートの東側の64番道路 (64th Road) から通じるロッカウェイ・ビーチ支線も越える歩道橋を有していた。その駅は1925年5月21日に閉鎖されたが、その駅の遺構は数十年間残っている。